# Liste der Einträge im National Register of Historic Places im Cape Girardeau County

Lage des Cape Girardeau County in Missouri

Die Liste der Einträge im National Register of Historic Places im Cape Girardeau County in Missouri führt alle 52 Bauwerke und historischen Stätten im Cape Girardeau County auf, die in das National Register of Historic Places aufgenommen wurden.

## Legende
| NRHP | Historic Place    |
| HD   | Historic District |

| [ 3 ] | Name                                                   | Bild                                                 | Eintragsdatum                                                       | Lage | Ort            | Beschreibung                                                                             |
| ----- | ------------------------------------------------------ | ---------------------------------------------------- | ------------------------------------------------------------------- | --- | -------------- | ---------------------------------------------------------------------------------------- |
| 1     | B'Nai Israel Synagogue                                 | B'Nai Israel Synagogue                               | 2004 ID-Nr. 04000385                                                | 126 South Main Street 37° 18′ 11″ N, 89° 31′ 8″ W                                                                                         | Cape Girardeau |                                                                                          |
| 2     | Bainbridge Ferry                                       |                                                      | 2007 ID-Nr. 07000573                                                | County Road 630 37° 24′ 43″ N, 89° 26′ 16″ W                                                                                              | Cape Girardeau |                                                                                          |
| 3     | Bainbridge Ferry Road                                  |                                                      | 2007 ID-Nr. 07000577                                                | County Road 623 37° 26′ 11,5″ N, 89° 28′ 7,5″ W                                                                                           | Cape Girardeau |                                                                                          |
| 4     | Bennett-Tobler-Pace-Oliver House                       | Bennett-Tobler-Pace-Oliver House                     | 1985 ID-Nr. 85000853                                                | 224 East Adams Street 37° 22′ 54″ N, 89° 39′ 56″ W                                                                                        | Jackson        |                                                                                          |
| 5     | Big Hill Farmstead Historic District                   |                                                      | 1999 ID-Nr. 99001598                                                | 2246 MO PP 37° 21′ 49″ N, 89° 41′ 26″ W                                                                                                   | Jackson        |                                                                                          |
| 6     | Broadway and North Fountain Street Historic District   | Broadway and North Fountain Street Historic District | 2003 ID-Nr. 03000654                                                | 320-400 Broadway und 221 North Fountain Street 37° 18′ 30″ N, 89° 31′ 19″ W                                                               | Cape Girardeau |                                                                                          |
| 7     | Broadway-Middle Commercial Historic District           | Broadway-Middle Commercial Historic District         | 2007 ID-Nr. 07000753                                                | 500 Broadway und 100 North Middle Street 37° 18′ 22,8″ N, 89° 31′ 25,4″ W                                                                 | Cape Girardeau |                                                                                          |
| 8     | Burfordville Covered Bridge                            | Burfordville Covered Bridge                          | 1970 ID-Nr. 70000325                                                | Am Ostrand von Burfordville an der County Road HH 37° 22′ 2″ N, 89° 48′ 9″ W                                                              | Burfordville   |                                                                                          |
| 9     | Burfordville Mill                                      | Burfordville Mill                                    | 1971 ID-Nr. 71000463                                                | Abseits der MO 34 37° 22′ 5″ N, 89° 48′ 6″ W                                                                                              | Burfordville   |                                                                                          |
| 10    | Abraham Byrd House                                     | Abraham Byrd House                                   | 2007 ID-Nr. 07000572                                                | 2832 County Road 442 37° 27′ 5″ N, 89° 41′ 58″ W                                                                                          | Jackson        |                                                                                          |
| 11    | Cape Girardeau Commercial Historic District            | Cape Girardeau Commercial Historic District          | 2000 ID-Nr. 07000683, and 08000808 00000820, 07000683, and 08000808 | 100 North Main Street, 100 Broadway, 101 North Main Street und 127 North Water Street 37° 18′ 26″ N, 89° 31′ 6″ W                         | Cape Girardeau | Die heutige Ausdehnung des Gebiets wurde durch die Vergrößerungen 2007 und 2008 erreicht |
| 12    | Cape Girardeau Court of Common Pleas                   | Cape Girardeau Court of Common Pleas                 | 2010 ID-Nr. 10000856                                                | 44 North Lorimier Street 37° 18′ 18″ N, 89° 31′ 12″ W                                                                                     | Cape Girardeau |                                                                                          |
| 13    | Central High School                                    | Central High School                                  | 2008 ID-Nr. 08000663                                                | 101 South Pacific Street 37° 18′ 10,6″ N, 89° 31′ 49,3″ W                                                                                 | Cape Girardeau |                                                                                          |
| 14    | George Boardman Clark House                            | George Boardman Clark House                          | 1994 ID-Nr. 94000738                                                | 6 South Fountain Street 37° 18′ 12″ N, 89° 31′ 21″ W                                                                                      | Cape Girardeau |                                                                                          |
| 15    | Courthouse-Seminary Neighborhood Historic District     | Courthouse-Seminary Neighborhood Historic District   | 2010 ID-Nr. 10000723                                                | Abgegrenzt durch Middle Street, Themis Street, Main Street, Aquamsi Street und Morgan Oaks Street 37° 18′ 5″ N, 89° 31′ 17″ W             | Cape Girardeau |                                                                                          |
| 16    | Erlbacher Buildings                                    | Erlbacher Buildings                                  | 2009 ID-Nr. 09000502                                                | 1105 and 1107 Broadway 37° 18′ 30,3″ N, 89° 31′ 56,3″ W                                                                                   | Cape Girardeau |                                                                                          |
| 17    | Esquire Theater                                        | Esquire Theater                                      | 2005 ID-Nr. 05001025                                                | 824 Broadway 37° 18′ 32″ N, 89° 31′ 44″ W                                                                                                 | Cape Girardeau |                                                                                          |
| 18    | Frizel-Welling House                                   | Frizel-Welling House                                 | 1999 ID-Nr. 99000742                                                | 209 West Main Street 37° 22′ 57″ N, 89° 40′ 10″ W                                                                                         | Jackson        |                                                                                          |
| 19    | Glenn House                                            | Glenn House                                          | 1979 ID-Nr. 79001354                                                | 325 South Spanish Street 37° 17′ 53″ N, 89° 31′ 14″ W                                                                                     | Cape Girardeau |                                                                                          |
| 20    | Green’s Ferry                                          |                                                      | 2007 ID-Nr. 07000571                                                | Adresse nicht veröffentlicht | Cape Girardeau |                                                                                          |
| 21    | Haarig Commercial Historic District                    | Haarig Commercial Historic District                  | 2000 ID-Nr. 00000819                                                | 600 block Good Hope Street und 300 block South Sprigg Street 37° 18′ 5″ N, 89° 31′ 39″ W                                                  | Cape Girardeau |                                                                                          |
| 22    | Hanover Lutheran Church                                | Hanover Lutheran Church                              | 1987 ID-Nr. 87001575                                                | 2949 Perryville Road 37° 21′ 10″ N, 89° 33′ 37″ W                                                                                         | Cape Girardeau |                                                                                          |
| 23    | William Henry and Lilla Luce Harrison House            | William Henry and Lilla Luce Harrison House          | 2005 ID-Nr. 05001375                                                | 313 Themis Street 37° 12′ 53″ N, 89° 31′ 6″ W                                                                                             | Cape Girardeau |                                                                                          |
| 24    | Himmelberger and Harrison Building                     | Himmelberger and Harrison Building                   | 2003 ID-Nr. 03000653                                                | 400 Broadway 37° 18′ 30″ N, 89° 31′ 20″ W                                                                                                 | Cape Girardeau |                                                                                          |
| 25    | House at 323 Themis Street                             | House at 323 Themis Street                           | 1997 ID-Nr. 97000629                                                | 323 Themis Street 37° 18′ 18″ N, 89° 31′ 18″ W                                                                                            | Cape Girardeau |                                                                                          |
| 26    | Huhn-Harrison House                                    | Huhn-Harrison House                                  | 2002 ID-Nr. 02000699                                                | 340 South Lorimier Street 37° 18′ 0″ N, 89° 31′ 22″ W                                                                                     | Cape Girardeau |                                                                                          |
| 27    | Jackson Uptown Commercial Historic District            | Jackson Uptown Commercial Historic District          | 2006 ID-Nr. 05001562                                                | Abgegrenzt durch Court Street, Main Street, Missouri Street und High Street 37° 22′ 57″ N, 89° 40′ 6,4″ W                                 | Jackson        |                                                                                          |
| 28    | Jefferson School                                       | Jefferson School                                     | 2009 ID-Nr. 09000300                                                | 731 Jefferson Avenue 37° 17′ 49,2″ N, 89° 31′ 42,7″ W                                                                                     | Cape Girardeau |                                                                                          |
| 29    | Kage School                                            | Kage School                                          | 2005 ID-Nr. 05001090                                                | 3110 Kage Road 37° 19′ 57″ N, 89° 34′ 45″ W                                                                                               | Cape Girardeau |                                                                                          |
| 30    | Klostermann Block                                      | Klostermann Block                                    | 1994 ID-Nr. 94000739                                                | 7, 9, 11, 13 und 15 South Spanish Street 37° 18′ 11″ N, 89° 31′ 12″ W                                                                     | Cape Girardeau |                                                                                          |
| 31    | Edward S. and Mary Annatoile Albert Lilly House        | Edward S. and Mary Annatoile Albert Lilly House      | 2008 ID-Nr. 08000535                                                | 129 South Lorimier Street 37° 18′ 5,9″ N, 89° 31′ 17,2″ W                                                                                 | Cape Girardeau |                                                                                          |
| 32    | Main-Spanish Commercial Historic District              | Main-Spanish Commercial Historic District            | 2008 ID-Nr. 08001259                                                | Main Street Ecke Spanish Street sowie benachbarte Häuser in der Themis Street und der Independence Street 37° 18′ 15,1″ N, 89° 31′ 8,1″ W | Cape Girardeau |                                                                                          |
| 33    | Marquette Hotel                                        | Marquette Hotel                                      | 2002 ID-Nr. 02000356                                                | 338 Broadway Street 37° 18′ 30″ N, 89° 31′ 19″ W                                                                                          | Cape Girardeau |                                                                                          |
| 34    | McKendree Chapel                                       | McKendree Chapel                                     | 1987 ID-Nr. and 87000811 06000042 and 87000811                      | Abseits der Interstate 55 37° 22′ 41″ N, 89° 37′ 7″ W                                                                                     | Jackson        | Die derzeitige Ausdehnung entspricht der Erweiterung von 2006                            |
| 35    | Miller-Seabaugh House and Dr. Seabaugh Office Building |                                                      | 1996 ID-Nr. 95001494                                                | 341 Market Street 37° 25′ 58″ N, 89° 47′ 52″ W                                                                                            | Millersville   |                                                                                          |
| 36    | Old Appleton Bridge                                    | Old Appleton Bridge                                  | 2009 ID-Nr. 09000648                                                | Brücke der Main Street über den Apple Creek 37° 35′ 51,5″ N, 89° 42′ 49,5″ W                                                              | Old Appleton   |                                                                                          |
| 37    | Old Lorimier Cemetery                                  | Old Lorimier Cemetery                                | 2005 ID-Nr. 05001091                                                | 500 North Fountain Street 37° 18′ 43″ N, 89° 31′ 13″ W                                                                                    | Cape Girardeau |                                                                                          |
| 38    | Oliver-Leming House                                    | Oliver-Leming House                                  | 1980 ID-Nr. 80002323                                                | 740 North Street 37° 18′ 35″ N, 89° 31′ 40″ W                                                                                             | Cape Girardeau |                                                                                          |
| 39    | Abraham Russell Ponder House                           | Abraham Russell Ponder House                         | 2008 ID-Nr. 08000226                                                | 141 South Louisiana Avenue 37° 18′ 15″ N, 89° 32′ 17″ W                                                                                   | Cape Girardeau |                                                                                          |
| 40    | Frederick W. and Mary Karau Pott House                 | Frederick W. and Mary Karau Pott House               | 1999 ID-Nr. 99000745                                                | 826 Themis Street 37° 18′ 28″ N, 89° 31′ 46″ W                                                                                            | Cape Girardeau |                                                                                          |
| 41    | James Reynolds House                                   | James Reynolds House                                 | 1983 ID-Nr. 83003942                                                | 623 North Main Street 37° 18′ 41″ N, 89° 31′ 5″ W                                                                                         | Cape Girardeau |                                                                                          |
| 42    | August and Amalia Shivelbine House                     | August and Amalia Shivelbine House                   | 1999 ID-Nr. 99000743                                                | 303 South Spanish Street 37° 18′ 2″ N, 89° 31′ 14″ W                                                                                      | Cape Girardeau |                                                                                          |
| 43    | South Middle Street Historic District                  | South Middle Street Historic District                | 2009 ID-Nr. 09000829                                                | 513 William Street, 202-230 South Middle Street und 203-229 Souh Middle Street 37° 18′ 2,7″ N, 89° 31′ 28,2″ W                            | Cape Girardeau |                                                                                          |
| 44    | Southeast Missourian Building                          | Southeast Missourian Building                        | 2005 ID-Nr. 05000509                                                | 301 Broadway 37° 18′ 28″ N, 89° 31′ 16″ W                                                                                                 | Cape Girardeau |                                                                                          |
| 45    | Saint Vincent De Paul Catholic Church                  | Saint Vincent De Paul Catholic Church                | 1982 ID-Nr. 82003131                                                | 131 South Main Street 37° 18′ 4″ N, 89° 31′ 8″ W                                                                                          | Cape Girardeau |                                                                                          |
| 46    | Saint Vincent’s College Building                       | Saint Vincent’s College Building                     | 2005 ID-Nr. 05001092                                                | 201 Morgan Oak Street 37° 17′ 57″ N, 89° 31′ 16″ W                                                                                        | Cape Girardeau |                                                                                          |
| 47    | Col George C. Thilenius House                          | Col George C. Thilenius House                        | 1983 ID-Nr. 83000974                                                | 100 Longview Pl. 37° 18′ 23″ N, 89° 32′ 46″ W                                                                                             | Cape Girardeau |                                                                                          |
| 48    | Trail of Tears State Park Archeological Site           |                                                      | 1970 ID-Nr. 70000326                                                | Adresse nicht veröffentlicht | Oriole         | Archäologische Ausgrabungsstätte im Trail of Tears State Park                            |
| 49    | Julius Vasterling Building                             | Julius Vasterling Building                           | 2009 ID-Nr. 09000439                                                | 633-637 Broadway 37° 18′ 23″ N, 89° 32′ 46″ W                                                                                             | Cape Girardeau |                                                                                          |
| 50    | Warehouse Row Historic District                        | Warehouse Row Historic District                      | 2004 ID-Nr. 04001285                                                | 19 North Water Street 37° 18′ 23″ N, 89° 31′ 4″ W                                                                                         | Cape Girardeau |                                                                                          |
| 51    | Robert Felix and Elma Taylor Wichterich House          | Robert Felix and Elma Taylor Wichterich House        | 1999 ID-Nr. 99000987                                                | 300 Good Hope Street 37° 17′ 57″ N, 89° 31′ 18″ W                                                                                         | Cape Girardeau |                                                                                          |
| 52    | Wood Building                                          | Wood Building                                        | 2003 ID-Nr. 03001269                                                | 1-3 South Frederick Street und 605-607 Independence Street 37° 18′ 21″ N, 89° 31′ 33″ W                                                   | Cape Girardeau |                                                                                          |